# NGC 379
NGC 379 est une galaxie lenticulaire située dans la constellation des Poissons. Sa vitesse par rapport au fond diffus cosmologique est de 5 282 ± 36 km/s, ce qui correspond à une distance de Hubble de 77,9 ± 5,5 Mpc (∼254 millions d'al). NGC 379 a été découverte par l'astronome germano-britannique William Herschel en 1784.

## Caractéristiques
Sa vitesse par rapport au fond diffus cosmologique est de 5 282 ± 36 km/s, ce qui correspond à une distance de Hubble de 77,9 ± 5,5 Mpc (∼254 millions d'al).
À ce jour, une dizaine de mesures non basées sur le décalage vers le rouge (redshift) donnent une distance de 66,680 ± 20,741 Mpc (∼217 millions d'al), ce qui est à l'intérieur des valeurs de la distance de Hubble. Notons cependant que c'est avec la valeur moyenne des mesures indépendantes, lorsqu'elles existent, que la base de données NASA/IPAC calcule le diamètre d'une galaxie et qu'en conséquence le diamètre de NGC 379 pourrait être d'environ 34,0 kpc (∼111 000 al) si on utilisait la distance de Hubble pour le calculer.

## Arp 331
NGC 379 avec les galaxies NGC 375, NGC 380, NGC 382, NGC 383, NGC 384, NGC 385, NGC 386, NGC 387 et NGC 388 ont été inscrites dans l'atlas Arp sous la cote Arp 331. L'Atlas Arp cite Arp 331 comme un exemple d'une chaine de galaxies. Puisque NGC 375 est à environ 80,2 Mpc (∼262 millions d'al) et NGC 384 à environ 58,0 Mpc (∼189 millions d'al) de nous, certaines des galaxies d'Arp 331 sont très éloignées entre elles. Les galaxies de cette chaine n'appartiennent donc pas toutes à un groupe de galaxies.

## Groupe de NGC 452
NGC 379 fait partie du groupe de NGC 452 dont les membres sont indiqués dans des articles d'Abraham Mahtessian paru en 1998 et de A.M Garcia paru en 1993. Ce groupe compte plus d'une vingtaine de galaxies. NGC 379 n'est cependant pas dans la liste de Garcia.